# Comté de Weber
Le comté de Weber est l’un des vingt-neuf comtés de l’État d’Utah, aux États-Unis.
Son siège est Ogden, plus grande ville du comté.
Formé le 3 mars 1852, le comté a pris le nom de la rivière Weber. Elle-même doit son nom au trappeur John Henry Weber (1779-1859), qui a arpenté la région au milieu des années 1820.

## Comtés adjacents
- Comté de Box Elder, Utah (nord-ouest)
- Comté de Cache, Utah (nord)
- Comté de Rich, Utah (nord-est)
- Comté de Morgan, Utah (sud)
- Comté de Davis, Utah (sud)
- Comté de Tooele, Utah (sud-ouest — les deux comtés ne font que se toucher)